# Juha Kangas
Juha Jaakko Antero Kangas, född 27 november 1945 i Kaustby, är en finländsk dirigent.
Kangas bakgrund är i hög grad spelmansmusiken i Kaustby, länge tillhörde han Kankaan pelimannit. Efter violinstudier vid Sibelius-Akademin för Onni Suhonen var han 1967–1972 altviolinist i Helsingfors stadsorkester, varpå han blev lärare och senare lektor vid Mellersta Österbottens musikinstitut i Karleby. Institutets kammarorkester utvecklade han till Mellersta Österbottens kammarorkester (från 1989 även Gamlakarleby orkester), som tillhör eliten i Finland och har tilldragit sig internationell uppmärksamhet under turnéer i Europa och Japan.
Kangas, som dirigent autodidakt, har även engagerats som huvudgäst vid Lahtis stadsorkester 1995–1998 och vid Åbo stadsorkester 2000–2002; ledde även Tallinns kammarorkester 1995–1996. Kangas har med stor framgång gästdirigerat även i Tyskland. Hans repertoar är omfattande, med den i Kaustby bosatte Pehr Henrik Nordgren på central plats. Han har gjort åtskilliga grammofoninspelningar av bland annat finländsk och baltisk musik.

## Priser och utmärkelser
- 1992 – Statens tonkonstpris
- 1993 – Nordiska rådets musikpris, tillsammans med Mellersta Österbottens kammarorkester
- 1995 – Teostos Luomus-pris
- 1998 – Madetojapriset
- 1998 – Stora lettiska musikpriset
- 1998 – Finska kulturfondens pris
- 1999 – Heino Eller-priset (Estland)